# IC 2191
IC 2191 је лентикуларна галаксија у сазвјежђу Близанци која се налази на листи објеката дубоког неба у Индекс каталогу.
Деклинација објекта је + 24° 19' 42" а ректасцензија 7h 30m 17,4s. Привидна величина (магнитуда) објекта IC 2191 износи 14,1 а фотографска магнитуда 15,1. IC 2191 је још познат и под ознакама MCG 4-18-24, CGCG 117-47, NPM1G +24.0129, PGC 21163.